# Consulat général du Japon à Marseille
Le consulat général du Japon à Marseille est une représentation consulaire du Japon en France. Il est situé boulevard Michelet, à Marseille, en Provence-Alpes-Côte d'Azur.